# Charles Spencer, 9. Earl Spencer

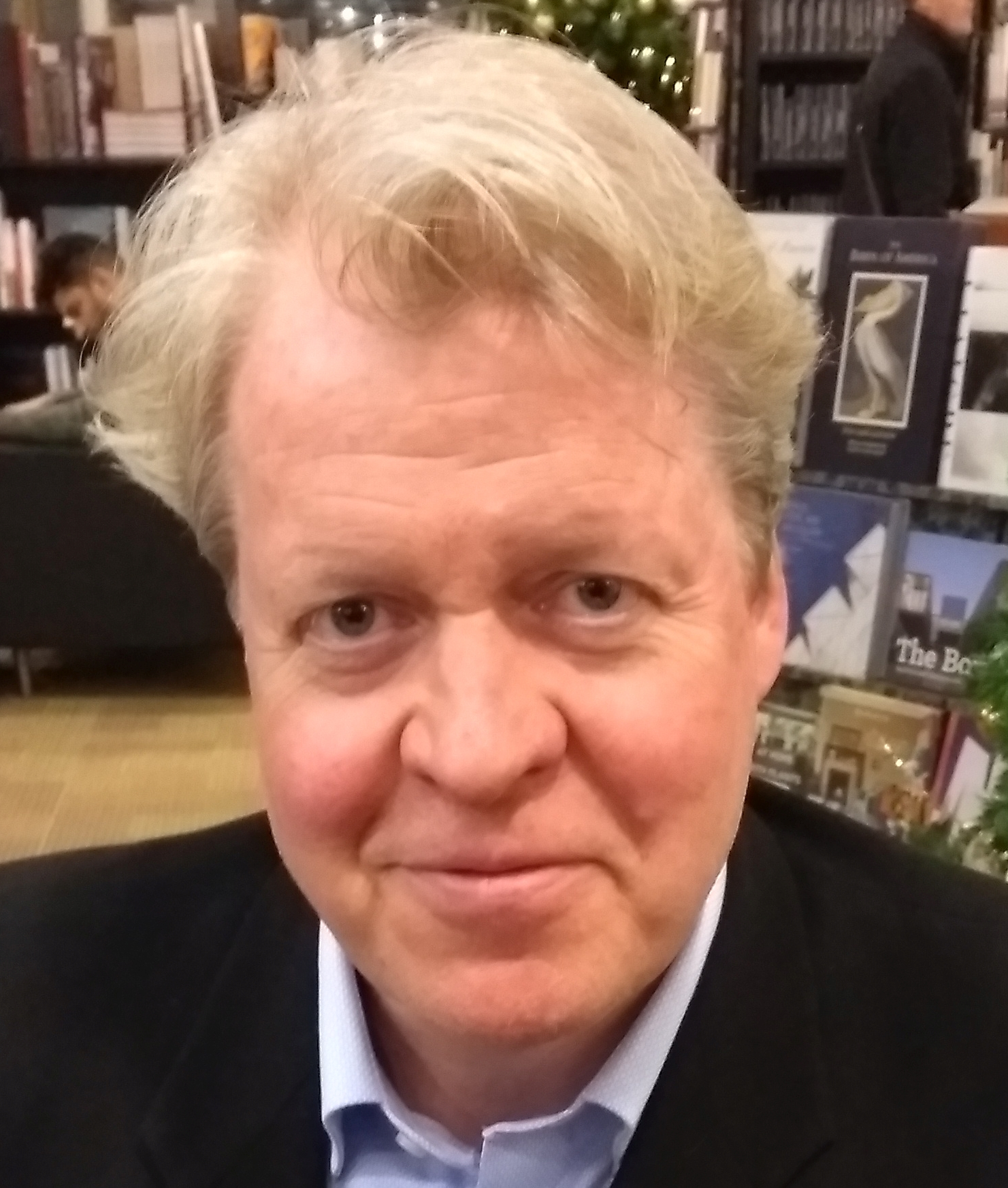
Charles Spencer, 9. Earl Spencer (2017)

Charles Edward Maurice Spencer, 9. Earl Spencer (* 20. Mai 1964 in London) ist ein britischer Adliger und Journalist. Er ist der jüngere Bruder der 1997 gestorbenen Diana, Princess of Wales.

## Herkunft und Ausbildung
Charles Spencer ist das jüngste Kind und der einzige überlebende Sohn von John Spencer, 8. Earl Spencer und dessen Frau Frances Roche. Nach dem Tod seines Großvaters 1975 führte er den Höflichkeitstitel Viscount Althorp. Von 1977 bis 1979 war er Ehrenpage von Königin Elisabeth II., seiner Taufpatin. Er begann seine formelle Ausbildung an der Silfield Private School in King’s Lynn, Norfolk. Ab dem achten Lebensjahr wurde Charles Spencer auf das Jungeninternat Maidwell Hall geschickt, eine Privatschule in Northamptonshire. Während dieser Internatszeit wurden er und die anderen Jungen geschlagen und sexuell missbraucht. Dieses Kindheitstrauma beschreibt er 2024 in seinen Memoiren, dabei charakterisiert er den Schulleiter Porch als Pädophilen und Sadisten und schildert wie er, als kleiner Junge, auf die dortigen Lebensumständen mit selbstverletzendem Verhalten reagiert. 
Spencer besuchte anschließend das Eton College und studierte am Magdalen College in Oxford.
Seine 1997 gestorbene Schwester Diana wurde im Park von Althorp beigesetzt, bei ihrem Trauergottesdienst in der Westminster Abbey hielt er die Trauerrede, die vor allem durch seine scharfe Kritik am Königshaus in Erinnerung blieb. In Althorp waren seit 1998 mehrere Ausstellungen über Diana zu sehen.

## Tätigkeit als Journalist und Autor
Ab 1987 arbeitete Spencer als Journalist für NBC News, ab 1991 für Granada Television und ab 1993 wieder für NBC News. Von 1995 bis 1996 war er Moderator von NBC Super Channel. Von 1998 bis 2000 schrieb er als Journalist für die BBC-Fernsehserie Planet Wild. Seit 2001 arbeitet er als freier Journalist. Er veröffentlichte unter anderem mehrere Bücher, die sich mit der Geschichte seiner Familie befassen.

## Tätigkeit als Politiker und Unternehmer

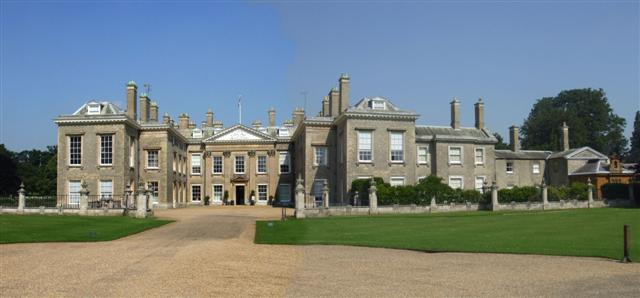
Althorp House, Northamptonshire

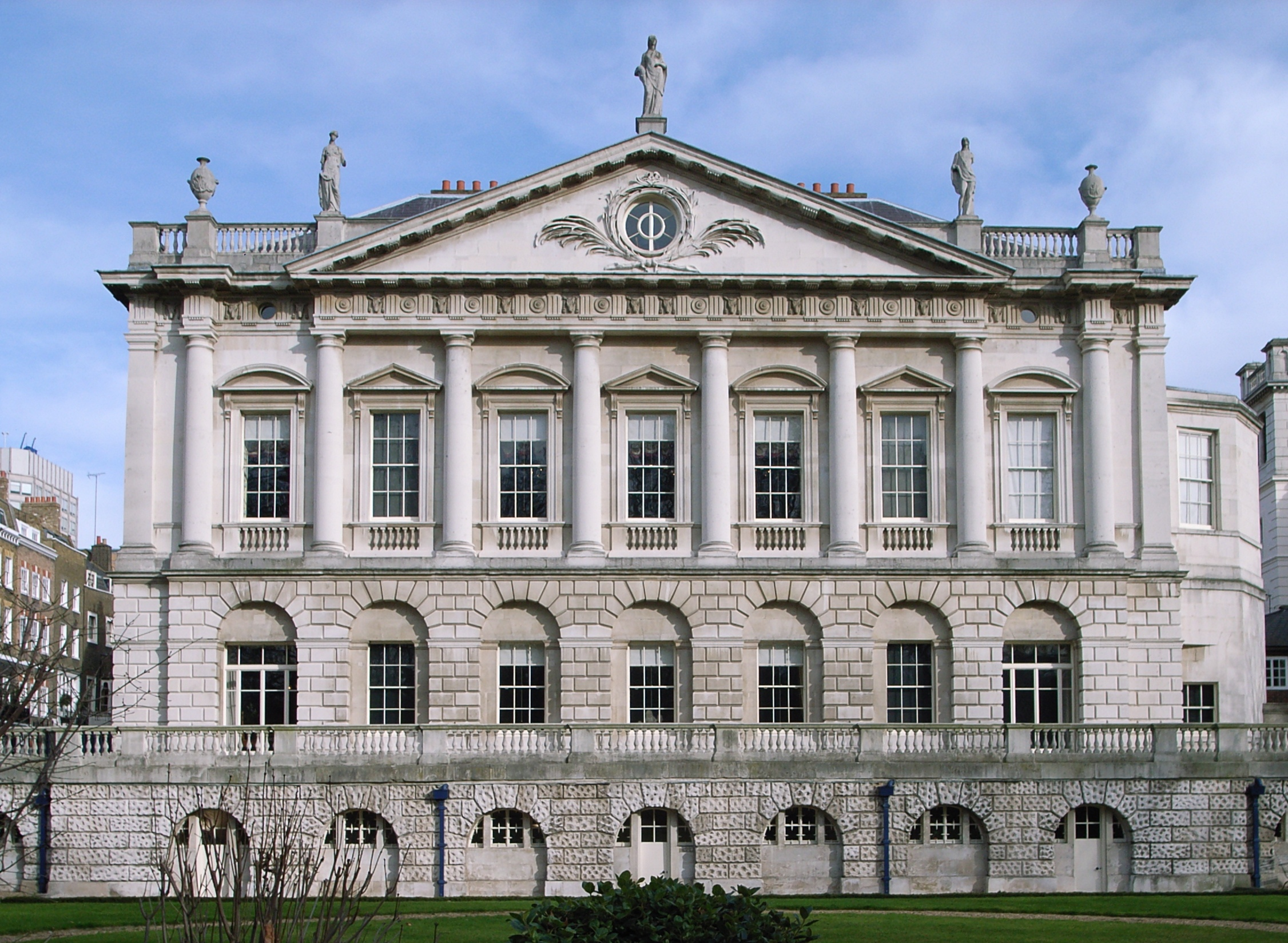
Spencer House, London

Nach dem Tod seines Vaters 1992 hatte Spencer den Titel Earl Spencer und die damit verbundenen nachgeordneten Titel sowie den Familiensitz Althorp geerbt, zu dem 53 km2 Grundbesitz in Northamptonshire, Warwickshire und Norfolk gehören und ferner das Spencer House in London. Als Peer war er ab 1992 Mitglied des House of Lords, bis er mit der Oberhausreform 1999 seinen ererbten Sitz verlor. Seit 2005 ist er Deputy Lieutenant von Northamptonshire. 
Als Schirmherr und in anderen Funktionen unterstützt er weltweit zahlreiche gemeinnützige Organisationen. 

## Ehen und Familie
In erster Ehe heiratete Spencer 1989 Victoria Lockwood, eine Tochter von John Lockwood. Mit ihr hat er einen Sohn und drei Töchter: 
- Lady Kitty Eleanor Spencer (* 1990)
- Lady Eliza Victoria Spencer (* 1992)
- Lady Katya Amelia Spencer (* 1992)
- Louis Frederick John Spencer, Viscount Althorp (* 1994)

Die Ehe wurde 1997 geschieden. In zweiter Ehe heiratete Spencer 2001 die geschiedene Caroline Freud. Mit ihr hat er einen Sohn und eine Tochter:
- Hon. Edmund Charles Spencer (* 2003)
- Lady Lara Spencer (* 2006)

2009 wurde auch diese Ehe geschieden. In dritter Ehe heiratete Spencer 2011 Karen Gordon, die geschiedene Frau des Filmproduzenten Mark Gordon. Mit ihr hat er eine Tochter:
- Lady Charlotte Diana Spencer (* 2012)

Im März 2024 teilte Spencer den Mitarbeitern in Althorp House mit, dass seine Frau und er die Scheidung eingereicht hätten.

## Werke
- Althorp. The story of an English home. St. Martin's Press, New York 1998, ISBN 0-312-20833-2
- The Spencers. A personal history of an English family. St. Martin's Press, New York 2000, ISBN 0-312-26649-9
- Blenheim. Battle for Europe. Phoenix, London 2004, ISBN 0-304-36704-4
- Prince Rupert. The last cavalier. Phoenix, London 2008. ISBN 978-0-7538-2401-6
- Killers of the King. The men who dared to execute Charles I. Bloomsbury, London 2014, ISBN  978-1-4088-5171-5
- A Very Private School: A Memoir. William Collins, London 2024